# Slowflyer
Slowflyer (von engl.: slow „langsam“ und flyer „Flieger“) oder Park Flyer sind elektrisch angetriebene ferngesteuerte Modellflugzeuge (Flugmodell) mit geringer Fluggeschwindigkeit. Die Grenze ist fließend, als Slowflyer werden meist Modelle bezeichnet, die auch in einer Halle geflogen werden können. Parkflyer sind etwas größer.

## Slowflyer

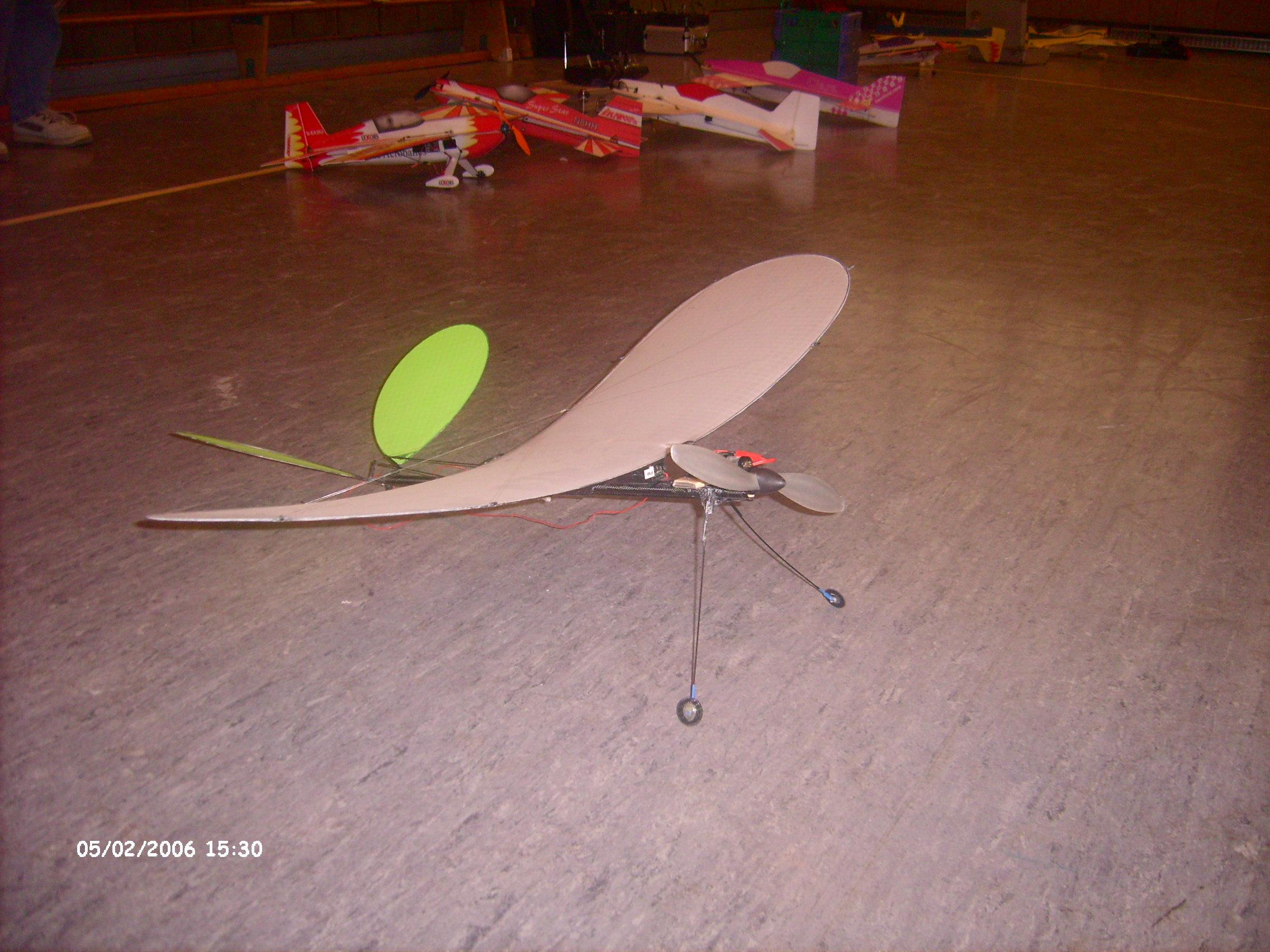
Slowflyer
Braun Modelltechnik Stubenfliege

Die englische Namensgebung rührt von der geringen Fluggeschwindigkeit (von langsamer Schrittgeschwindigkeit bis zur Jogging-Geschwindigkeit) des Fliegers her. Slowflyer sind ferngesteuert, haben eine Flügelspannweite von 60 cm bis 100 cm bei einer Masse von etwa 60 g bis 500 g und werden in der Regel von einem Elektromotor angetrieben. Sie können in der Halle wie auch in Parks, Gärten, Sportplätzen und sogar in der Wohnung geflogen werden.

## Park Flyer
Der Park Flyer gehört auch zur Gruppe der RC-Modelle (radio controlled = funkferngesteuert).
Er muss leicht aufgebaut sein, wobei die Masse eines Parkflyers selten 800 g übersteigt. Er ist aber oft schon stabiler gebaut, sodass er weniger windempfindlich ist, als ein Slowflyer.
Es werden sehr leichte Materialien wie Depron, Gfk, CFK, Selitron, EPP, Elapor und leichtes Balsaholz zum Bau von Parkflyern herangezogen.

## Antriebstechnik
Als Antrieb für Slowflyer/Park Flyer kommen fast ausschließlich Elektromotoren zum Einsatz, welche von Akkuzellen (NiCd, NiMH oder LiPo / ca. 5–10 bzw. 2–3, je nach Modell), meist aus einem Akkupack mit Strom versorgt werden. Da kleine Motoren eine sehr hohe Drehzahl haben, werden diese zumeist mit einem Getriebe bis zu 1:5 untersetzt. In letzter Zeit setzen sich immer mehr die bürstenlosen Motoren (engl.: brushless) durch, die als Außenläufer durch ihr höheres Drehmoment auch ohne Getriebe auskommen und entsprechend große Propeller direkt drehen können. Sie haben den Vorteil eines höheren Wirkungsgrades, einer geringeren Masse und sind im Gegensatz zum Bürstenmotor weitestgehend verschleißfrei. Jedoch ist für den Betrieb ein teurerer Motorregler Drehstromregler erforderlich (Drehstrommotor!). Die Vorteile lassen sich erst richtig ausnutzen, wenn sie an LiPo-/LiIon-Akkus mit ihrem derzeit unschlagbaren Gewichts-Leistungsverhältnis betrieben werden. Insgesamt gesehen erreicht man hiermit nochmals eine Reduktion von 20–50 % der Abflugmasse bei meist größerer Abgabeleistung, womit die Modelle entweder noch langsamer, länger oder beides fliegen. Findige Köpfe haben aus defekten CD-ROM-/DVD-Laufwerken Motoren ausgebaut und sie durch geringe Modifikationen zu sehr leistungsfähigen Flugmotoren von 8–60 g Masse umgebaut (siehe unter Weblinks 'PowerCroco').

## Flugbedingungen
Aufgrund der geringen Masse sind sie sehr windempfindlich und können daher nur bei ruhigem Wetter bzw. bei Windstille geflogen werden. Idealerweise hat man eine große Halle (Turnhalle, Messehalle, o. ä.) zum Hallenfliegen zur Verfügung. Aufgrund der geringen Fluggeschwindigkeit (wegen der geringen Flächenbelastung) weisen diese Flieger ein gutmütiges Flugverhalten auf und sind auch von einem ungeübteren Piloten leicht zu beherrschen. Anfänger greifen deshalb häufig zu diesen Slowflyern, um das Fliegen von funkferngesteuerten Flugzeugen zu erlernen. Park Flyer können auch bei leichtem Wind geflogen werden. Die maximal mögliche Windstärke hängt vom Können des Piloten sowie der Modellauslegung ab. Mit stärker motorisierten Modellen, ist es auch möglich bei böigem Wind zu fliegen.
Trotzdem gibt es auch hier voll kunstflugtaugliche Maschinen mit welchen alle bekannten Manöver geflogen werden können. Es werden regelmäßig Meisterschaften im Indoorkunstflug ausgetragen (z. B.: Deutsche Meisterschaft im Indoorkunstflug).

## Weiterentwicklung
Es gibt aber auch viel größere Slowflyer (Spannweite bis 3 m), die aber eine Ausnahme darstellen und eher in die Kategorie Experimentalgeräte passen.
Der Trend geht eher in die Richtung „noch kleiner“ und „noch leichter“. Diese Flugzeuge haben dann Spannweiten bis teilweise unter 20 cm und können eine Masse von weniger als 10 g aufweisen. Sie fliegen zwar auch sehr langsam und sind deshalb ebenfalls zur Gattung der Slowflyer zu zählen, werden aber häufig als Roomflyer oder Nanoplanes bezeichnet, da bereits ein größeres Wohnzimmer ausreicht, um sie fliegen zu lassen.